# Mick Fleetwood
Michael John Kells Fleetwood (Redruth, 24 giugno 1947) è un batterista e attore britannico, meglio conosciuto per il suo ruolo di cofondatore della rock band Fleetwood Mac.
Fleetwood, il cui cognome è stato fuso con quello di John McVie per formare la sigla del gruppo, è stato inserito nella Rock and Roll Hall of Fame nel 1998.
Ha preso la cittadinanza statunitense solo nel 2006.

## Discografia

### Con i Fleetwood Mac

#### Album studio
- 1968 – Fleetwood Mac (Blue Horizon)
- 1968 – Mr. Wonderful (Blue Horizon)
- 1969 – Then Play On (Reprise)
- 1970 – Kiln House (Reprise)
- 1971 – Future Games (Reprise)
- 1972 – Bare Trees (Reprise)
- 1973 – Penguin (Reprise)
- 1973 – Mystery to Me (Reprise)
- 1974 – Heroes Are Hard to Find (Reprise)
- 1975 – Fleetwood Mac (Reprise)
- 1977 – Rumours (Warner Bros.)
- 1979 – Tusk (Warner Bros.)
- 1982 – Mirage (Warner Bros.)
- 1987 – Tango in the Night (Warner Bros.)
- 1990 – Behind the Mask (Warner Bros.)
- 1995 – Time (Warner Bros.)
- 2003 – Say You Will (Reprise)

#### Live
- 1980 – Live (Warner Bros.)
- 1997 – The Dance (Reprise)

#### Raccolte
- 1988 – Greatest Hits (Warner Bros.)

### Con i Tramp
- 1969 – Tramp (Spark)
- 1974 – Put A Record On (Appaloosa)

### Solista
- 1981 – The Visitor (RCA)
- 1983 – I'm Not Me (Mick Fleetwood's Zoo) (RCA)
- 1992 – Shakin' the Cage (Mick Fleetwood's Zoo) (Capricorn)
- 2004 – Something Big (Mick Fleetwood's Band) (Sanctuary)
- 2008 – Blue Again! (Mick Fleetwood's Band) (Hypertension/429 Records)

## Filmografia

### Cinema
- L'implacabile (The Running Man), regia di Paul Michael Glaser (1987)
- Zero Tollerance, regia di Joseph Merhi (1995)
- Snide and Prejudice, regia di Philippe Mora (1997)
- Burning Down the House, regia di Philippe Mora (2001)
- Get a Job, regia di Brian Kohne (2011)

### Televisione
- Star Trek: The Next Generation - serie TV, episodio 2x19 (1989)
- Oltre la legge - L'informatore (Wiseguy) - serie TV, episodio 2x14 (1989)
- Mr. Music - film TV, regia di Fred Gerber (1998)